# 抗NMDA受容体脳炎
抗NMDA受容体抗体脳炎（こうNMDAじゅようたいこうたいのうえん、英: Anti-NMDA receptor encephalitis）とは、脳の興奮性神経伝達物質であるグルタミン酸の受容体、NMDA型グルタミン酸受容体に自己抗体ができることによる急性型の脳炎である。

## 変遷
1964年に、順天堂大学医学部の飯塚礼二らによって原因不明の脳炎症状を呈した「急性瀰漫性リンパ球性髄膜脳炎」と剖検報告があった。
1997年に、日本大学医学部の西村敏樹、亀井聡らによって、若年女性に発症し、痙攣・意識障害・昏睡・呼吸障害等の重篤な神経症状を呈するも、長期予後成績が良好であった症例として、「若年女性発症の急性非ヘルペス性脳炎（Acute Juvenile Female Non-Herpetic Encephalitis　AJFNHE）」が報告された。
1997年に、他に「卵巣奇形腫手術後に神経症状が改善した可逆性急性辺縁系脳炎」として、国立がんセンター中央病院精神科の岡村仁より15歳女性症例と、藤田保健衛生大学医学部の野倉一也より19歳女性症例の症例報告あった。
2005年に、ペンシルバニア大学医学部のJosep Dalmau、Roberta Vitalianiらによって、卵巣の奇形腫を合併した若年女性に生じた脳炎が報告され、特異的な自己抗体の検出と腫瘍随伴症候群の示唆が報告された。
2007年に、同大学医学部同グループによって、NR1/NR2 submit4量体で構成されるグルタミン酸受容体の一つである「N-Methyl-D-aspartate：NMDA受容体」の細胞外立体成分をエピトープする抗体（抗NMDA抗体）であることが報告され、疾患概念として提唱された。

## 疫学
報告されている中では、80％以上が若年女性であり、50％以上で腫瘍の併発があり、主に卵巣奇形腫であった。また、高齢者や男性での発症の報告もあり、男性では睾丸胚細胞腫や小細胞性肺癌の併発があった。

## 臨床像
患者によって違いがあるが、症状の出方には一定の順序に従う傾向にある。
- 前駆症

発熱・頭痛・悪心・下痢等の非特異的な感冒様症状を呈することが多いと報告されている。
- 精神病期

初期には、抑うつ、無気力等を生じ、その後統合失調症に似た幻覚、妄想、痙攣、記憶障害、健忘を生じてくる。
- 無反応期

精神病期の極期より急激な意識障害や昏睡を生じ、中枢性の呼吸障害までの重篤な神経症状を呈し、多くの報告症例で人工呼吸管理等が必要とされている。
- 不随運動期

無反応期がしばらく経過すると、口唇ジスキネジア、手指アテトーゼ、ジストニアといった不随意運動を生じてくる。また自律神経障害も呈する。
- 緩徐回復期

数年程度の経過の後に徐々に意識回復が認められてくる。
ある日から突然、鏡を見て不気味に笑うなどの精神症状を示しだし、その後、数か月にわたり昏睡し、軽快することが自然転機でもあるため、過去に悪魔憑きとされたものがこの疾患であった可能性が指摘されており、映画「エクソシスト」の原作モデルになった少年の臨床像は抗NMDA受容体抗体脳炎の症状そのものと指摘されている。

## 病態
すべての患者を説明する説ではないが、ランセットの調査で、腫瘍学的スクリーニングを受けた98人の患者のうち58人は腫瘍を持っており、主に卵巣奇形腫であった。このことから抗NMDA受容体抗体脳炎には奇形腫との高い合併率が見られる。奇形腫は内胚葉、中胚葉、外胚葉すべてを含む腫瘍であり、それにより髪の毛や骨などが含まれることが多い。この奇形腫の中に脳組織が含まれた場合、脳組織に対する抗体が生じ、抗NMDN抗体脳炎が発症するものと考えられる。そのため、治療には奇形腫がある場合はそれが抗体産生の源となっているため、奇形腫の外科的切除をまず行う。

### 脳脊髄液 (CSF) 中の抗体の存在
自己抗体が脳内のNMDA型グルタミン酸受容体を攻撃することにより起こる。病気の正確な病態生理はいまだ議論されているが、脳脊髄液 (CSF) 中に抗NMDA抗体をみとめる。
1. 血液脳関門 (BBB) は通常循環系から中枢神経系を分離し、脳に大きな分子が侵入することを防止する。このバリアは神経系の急性炎症により崩壊し、また副腎皮質刺激ホルモンを放出する肥満細胞の急性ストレスではその透過性が亢進することが知られている[7]。
2. DalmauらはCSF中の抗体濃度が高い一方で、58人の患者のうち53人は、少なくとも部分的にBBBを保存していたことを明らかにした。このことは抗体の髄腔内生産の可能性を示唆している。

### NMDA受容体への抗体の結合
抗体はCSFに侵入すると、NMDA受容体のNR1サブユニットに結合する。神経障害がおこるメカニズムとして下記の3つのものが考えられている。
1. 抗体が結合することにより受容体数の減少[8]。
2. 薬理作用として直接的な拮抗作用による。
3. 補体の古典経路により生じた膜侵襲複合体 (MAC) により細胞が融解する。

## 治療
患者に腫瘍が発見された場合（腫瘍随伴症候群の場合）は長期予後は一般に良好であり、再発の可能性が低い。腫瘍を外科的に除去することにより自己抗体の供給源を根絶することができるからである。同様に早期診断、治療は患者の転帰を有意に改善することが近年示されている。大多数の患者が初発症状として精神症状を呈し精神科を受診しているため、すべての医師（特に精神科医）は思春期における急性精神病の原因として抗NMDA受容体脳炎を検討することが重要である。
- ファーストラインとして、腫瘍を除去した後、ステロイドパルス療法、免疫グロブリン大量療法、血漿交換療法
- セカンドラインとして、リツキシマブ、シクロホスファミドが時に有効であることが示されている。
- アレムツズマブの有効性も近年評価されている[9]。

## 脳波

抗NMDA受容体脳炎の脳波では特異度の高い「extreme delta brush」 と呼ばれる脳波所見がみられ、急性期の30%で見られたとの報告がある

## 体験記とその映画化
- 『8年越しの花嫁 奇跡の実話』
原作は、中原尚志・麻衣共著『8年越しの花嫁 キミの目が覚めたなら』で、2017年の日本映画。夫・尚志を佐藤健、妻・麻衣を土屋太鳳のW主演で演じる。2017年12月16日、『彼女が目覚めるその日まで』と同日公開。
- 『彼女が目覚めるその日まで』（原題『Brain on Fire』） 
2016年のカナダ・アイルランド合作映画。クロエ・グレース・モレッツ主演。日本では2017年12月16日、『8年越しの花嫁』と同日公開。2009年に発症した米『ニューヨーク・ポスト』紙記者のスザンナ・キャハランが自らの罹患体験を記事にし、追加取材を重ねて書籍・映画化された[11]。